# Bailey Rocks
Die Bailey Rocks sind eine kleine Inselkette von Rifffelsen vor der Küste des ostantarktischen Wilkeslands. Sie gehören zu den Windmill-Inseln und erstrecken sich in der Newcomb Bay von der Nordseite der Bailey-Halbinsel in nordöstlicher Richtung.
Erstmals kartiert wurden sie anhand von Luftaufnahmen der United States Navy, die bei der Operation Highjump (1946–1947) entstanden. 1957 nahmen Wissenschaftler der Wilkes-Station unter der Leitung des US-amerikanischen Polargeographen Carl Robert Eklund (1909–1962) eine Vermessung vor. Eklund benannte sie nach dem Aerographen Carl Thomas Bailey, der dieser Mannschaft angehörte.